# آيت الفضولي (سبايك)
آيت الفضولي هو دوار (Ïghram) يقع ضمن جماعة بني تدجيت، بإقليم فكيك، جهة الشرق في المملكة المغربية. ينتمي الدوار إلى مشيخة سبايك، ويقدر عدد سكانه بحوالي 534 نسمة حسب آخر إحصاء رسمي للسكان والسكنى. يقع الدوار في منطقة جبلية تتميز بطابعها القروي.
على الرغم من عدم وجود معلومات دقيقة و موثقة حول أصل تسمية "آيت الفضولي"، إلا أن هناك عدة تفسيرات محتملة. يعتقد البعض أن الاسم مشتق من الكلمة الأمازيغية "اولي" التي تعني "أصحاب الماشية"، وذلك نسبة إلى نشاط سكان القرية الرئيسي وهو تربية المواشي. بينما يرى آخرون أن الاسم قد يكون مرتبطًا بحدث تاريخي أو بصفة مميزة لسكان القرية في الماضي.
الانتماء القبلي: ينتمي سكان آيت الفضولي إلى قبيلة آيت عيسى الامازيغية، وهي قبيلة عريقة استوطن المنطقة منذ قرون. تشتهر هذه القبيلة بعاداتها وتقاليدها الأصيلة، وبرباطة جوارها وقيمها النبيلة، و شجاعة افرادها  ،استوطن في ضفاف واد ايت عيسى (المسمى على اسمها) وايضا واد ݣير.
النشاط الاقتصادي: يعتمد سكان الدوار بشكل رئيسي على الزراعة وتربية المواشي، حيث تشكل هذه الأنشطة العمود الفقري لاقتصادهم. كما يمارس بعض السكان حرف تقليدية مثل استخراج المعادن.
الموقع الجغرافي: يقع دوار آيت الفضولي على ضفاف واد آيت عيسى، وهو واد يشتهر بحمولاته القياسية  و خصوبة أراضيه.

## وصلات خارجية
- البوابة الوطنية للجماعات الترابية
- المندوبية السامية للتخطيط